# W87

W87 수소폭탄. 작은공이 1차 핵분열, 큰공이 2차 핵융합을 한다

W87은 미국의 핵탄두다. 텔러 울람 디자인의 수소폭탄이다.

## 역사
LGM-118A 피스키퍼 ICBM에 탑재하기 위해 1980년대에 개발했다. 피스키퍼 50발에 각각 12개의 W87 핵탄두가 장착되어 1986년부터 2005년까지 실전배치되어 사용되었다. 2007년부터, 퇴역한 피스키퍼 미사일에서 나온 W87 핵탄두 250개를, 미니트맨 III 미사일 하나에 1개씩 장착했다.
LGM-118A 피스키퍼 ICBM의 탄두중량이 4톤인데, 12발이 들어가므로, 한발에 333 kg으로 추정된다. 마크 21 대기권 재진입 장치를 제외한 순수한 수소폭탄 무게는 200 kg이라고 한다.
1982년 2월 로렌스 리버모어 국립 연구소에서 W87의 설계를 시작했다. 1986년 7월 대량생산을 시작해 1988년 12월에 생산을 종료했다. 설계는 W88 핵탄두와 비슷한데, W88은 로스앨러모스 국립 연구소에서 개발한 것이다.
사고에 대비한 최신 안전장치가 모두 적용되었다. 둔감 고폭탄 LX-17, PBX-9502를 사용했고, 수소폭탄은 화재에 견딜 수 있다. 핵기폭장치인 신관(fuze)에도 최신형 안전장치를 적용했다.
W87 초기형의 핵출력은 TNT 300 kt, 업그레이드형은 475 kt이다. 기본형에 고농축우라늄(HEU) 슬리브를 2차 핵융합 부분에 끼우면 475 kt으로 된다. 슬리브는 기다란 튜브를 말한다.
W87의 정확한 외형은 기밀이다. 그러나 콘 모양(원뿔 모양)의 마크 21 대기권 재진입 장치에 탑재하기 위해서는, 아래 직경 56 cm, 길이 180 cm의 원불 모양 보다 작아야 한다. 무게는 200-270 kg이다. 위에 1차 핵분열 부분이 작은 공 모양이고, 아래에 큰 공 모양 부분이 2차 핵융합 부분이다.
W87 핵탄두와 MK-21 대기권 재진입체의 무게는 대략 800 파운드(363 kg)이다.

## 북한
2017년 북한이 공개한 KN-22 열핵탄두가 미국 W87과 거의 동일하게 생겼다.

## 같이 보기
- 핵무기 목록